# Bernhard Walther (Jurist)
Bernhard Walther (* 1516 in Leipzig; † 5. Dezember 1584 in Graz) war ein Rechtsgelehrter, Professor und innerösterreichischer Regierungskanzler. Er gilt als „Vater der österreichischen Jurisprudenz“.

## Leben
Walther stammte väterlicherseits aus einer schwäbischen Familie. Er studierte zunächst in Leipzig, dann in Bologna Rechtswissenschaften, wo er Vorlesungen bei Andrea Alciato hörte. In Pavia erwarb er 1541 das Doktorat beider Rechte. Seit dem Wintersemester 1540/41 war er Ordinarius der Institutionen an der Universität Wien. Von 1546 bis 1550 bekleidete er das Amt des kaiserlichen Superintendenten der Universität Wien. 1547 wurde er Regimentsrat der niederösterreichischen Regierung, 1556 deren Kanzler. Im Jahre 1564 ging er mit Erzherzog Karl II. von Innerösterreich in die Steiermark, wo er erster Kanzler der innerösterreichischen Regierung wurde. Seit 1576 bekleidete er dann bis zu seinem Tode das Amt des Hofkanzlers Karls II. Erst seine Nachkommen führten das Prädikat „von Walthersweil“.

## Werk
Walthers humanistische Einstellung zeigt sich in seinen theoretischen Schriften, insbesondere in den Miscellanea ad jus pertinentia (Venedig 1572; Graz 1574). hier behandelt er Fragen der Textkritik, der Etymologie und des älteren römischen Rechts. Für die neuere österreichische Rechtsgeschichte sind vor allem seine privat- und prozessrechtlichen Traktate (aurei tractatus iuris Austriaci), entstanden in den Jahren 1552 bis 1558 von großer Bedeutung. Die fünfzehn privatrechtlichen Traktate befassen sich vor allem mit Agrarrecht, Lehenrecht und Erbrecht, mit Bürgschaftsrecht und der Cridaordnung. Die beiden prozessrechtlichen Traktate behandeln das Verfahren vor der niederösterreichischen und der innerösterreichischen Regierung. Walther stellt den Landsbrauch dem römisch-gemeinen Recht gegenüber. Die Traktate gehören somit in die Kategorie der Differentienliteratur.